# شاوارش آمیرخانیان
شاوارش مهرابی آمیرخانیان (ارمنی: Շավարշ Մեհրաբի Ամիրխանյան؛  زادهٔ ۱۵ نوامبر ۱۸۹۴ - درگذشته ۲۶ اوت ۱۹۵۹) یک انقلابی، و سیاستمدار اهل ارمنستان بود که از تاریخ	ژانویه ۱۹۲۱ تا تاریخ ۱۹۲۴ سمت فهرست رئیسان سرویس امنیت ملی ارمنستان را برعهده داشت.

## زندگی‌نامه
در ۱۸۹۴ در کوتی به دنیا آمد و از مدرسه نرسیسیان فارغ‌التحصیل شد.  وی در ۱۹۵۹ در سن ۶۵ سالگی در ایروان درگذشت.